# 15-я гвардейская истребительная авиационная дивизия
15-я гвардейская истребительная авиационная Сталинградская Краснознамённая ордена Богдана Хмельницкого дивизия (15-я гв. иад) — соединение Военно-Воздушных сил (ВВС) Вооружённых Сил РККА, принимавшее участие в боевых действиях Великой Отечественной войны.

## Наименования дивизии
- ВВС 33-й армии;
- 235-я истребительная авиационная дивизия;
- 235-я истребительная авиационная Сталинградская дивизия;
- 235-я истребительная авиационная Сталинградская Краснознамённая дивизия;
- 15-я гвардейская истребительная авиационная Сталинградская Краснознамённая дивизия;
- 15-я гвардейская истребительная авиационная Сталинградская Краснознамённая ордена Богдана Хмельницкого дивизия;
- 15-я гвардейская истребительная авиационная Сталинградская Краснознамённая ордена Богдана Хмельницкого дивизия ПВО (с июня 1949 года);
- Полевая почта 10317.

## Создание дивизии
Приказом НКО СССР 19 августа 1944 года за образцовое выполнение заданий командования и проявленные при этом мужество и героизм 235-я истребительная авиационная Сталинградская Краснознамённая дивизия переименована в 15-ю гвардейскую истребительную авиационную Сталинградскую Краснознамённую дивизию.

## В действующей армии
В составе действующей армии:
- с 24 мая 1942 года по 24 августа 1942 года (как 235-я иад), всего 93 дня
- с 20 октября 1942 года по 04 марта 1943 года (как 235-я иад), всего 136 дней
- с 01 июня 1943 года по 19 августа 1944 года (как 235-я иад), всего 446 дней
- с 19 августа 1944 года по 11 мая 1945 года, всего 266 дней,

всего — 941 день

## Командир дивизии
| Звание                                       | Ф. И. О.                     | Период                        | Примечание |
| -------------------------------------------- | ---------------------------- | ----------------------------- | ---------- |
| Герой Советского Союза генерал-майор авиации | Лакеев Иван Алексеевич       | 19.08.1944 г. — 10.10.1947 г. |            |
| Полковник                                    | Додонов Валентин Яковлевич   | 18.02.1948 г. — 11.11.1949 г. |            |
| Герой Советского Союза Полковник             | Козлов Николай Александрович | 1950 г. — 1952 г.             |            |

## В составе объединений
| Дата          | Фронт (округ)               | Армия                                   | Корпус                                     | Примечания              |
| ------------- | --------------------------- | --------------------------------------- | ------------------------------------------ | ----------------------- |
| 19.08.1944 г. | 4-й Украинский фронт        | 8-я воздушная армия                     | 10-й истребительный авиационный корпус     | -                       |
| 25.08.1945 г. | Прикарпатский военный округ | 8-я воздушная армия                     | 10-й истребительный авиационный корпус     | Городок, Львовская обл. |
| 01.05.1946 г. | Прикарпатский военный округ | 14-я воздушная армия                    | 10-й истребительный авиационный корпус     | Городок, Львовская обл. |
| 10.01.1949 г. | Прикарпатский военный округ | 57-я воздушная армия                    | 52-й истребительный авиационный корпус     | Городок, Львовская обл. |
| 01.06.1949 г. | Московский район ПВО        | 78-я воздушная истребительная армия ПВО | 32-й истребительный авиационный корпус ПВО | Орёл                    |
| 01.10.1949 г. | Московский район ПВО        | 64-я воздушная истребительная армия ПВО | 78-й истребительный авиационный корпус ПВО | Орёл                    |
| 01.10.1950 г. |                             | Оперативная группа ВВС в КНР            |                                            | Пекин, КНР              |
| 01.03.1952 г. | Московский район ПВО        | 52-я воздушная истребительная армия ПВО | 78-й истребительный авиационный корпус ПВО | Орёл                    |
| 14.06.1954 г. | Центральный округ ПВО       | 52-я воздушная истребительная армия ПВО | 78-й истребительный авиационный корпус ПВО | Орёл                    |
| 20.08.1954 г. | Московский округ ПВО        | 52-я воздушная истребительная армия ПВО | 78-й истребительный авиационный корпус ПВО | Орёл                    |

## Части и отдельные подразделения дивизии
За весь период своего существования боевой состав дивизии претерпевал изменения, в различное время в её состав входили полки:
| Период                  | Наименование                                      |
| ----------------------- | ------------------------------------------------- |
| 19.08.1944 — 02.04.1960 | 3-й гвардейский истребительный авиационный полк   |
| 19.08.1944 — 01.03.1952 | 180-й гвардейский истребительный авиационный полк |
| 19.08.1944 — 01.03.1952 | 181-й гвардейский истребительный авиационный полк |
| 01.06.1949 — 15.02.1950 | 32-й гвардейский истребительный авиационный полк  |
| 01.12.1945 — 15.03.1947 | 848-й истребительный авиационный полк             |
| 01.03.1952 — 02.04.1960 | 472-й истребительный авиационный полк ПВО         |
| 06.03.1958 — 02.04.1960 | 178-й истребительный авиационный полк ПВО         |

## Участие в операциях и битвах
- Ясско-Кишиневская операция — с 20 августа 1944 года по 29 августа 1944 года.
- Карпатско-Дуклинская операция — с 8 сентября 1944 года по 28 октября 1944 года.
- Восточно-Карпатская операция — с 8 сентября 1944 года по 28 октября 1944 года.
- Западно-Карпатская операция — с 12 января 1945 года по 18 февраля 1945 года.
- Моравско-Остравская наступательная операция — с 10 марта 1945 года по 5 мая 1945 года.
- Пражская операция — с 6 мая 1945 года по 11 мая 1945 года.

После 1945 года
- организация ПВО КНР

## Награды
- 15-я гвардейская истребительная авиационная Сталинградская Краснознамённая дивизия Указом Президиума Верховного Совета СССР от 8 сентября 1944 года награждена орденом «Богдана Хмельницкого II степени»
- 3-й гвардейский истребительный авиационный Ростов-Донский полк Указом Президиума Верховного Совета СССР от 19 февраля 1945 года за образцовое выполнение боевых заданий командования в боях с немецкими захватчиками при овладении городами Ясло и Горлице и проявленные при этом доблесть и мужество награждён орденом «Боевого Красного Знамени».
- 180-й гвардейский истребительный авиационный Сталинградский полк Указом Президиума Верховного Совета СССР от 16 декабря 1944 года за образцовое выполнение боевых заданий командования в боях с немецкими захватчиками при овладении городом Михальовице и проявленные при этом доблесть и мужество награждён орденом «Боевого Красного Знамени».

## Благодарности Верховного Главнокомандующего
Верховным Главнокомандующим дивизии объявлены благодарности:
- За овладение овладение городом Бельско[5]
- За овладение городом Опава[6]
- За овладение городами Моравска-Острава, Жилина[7]
- За овладение городом Цешин — важным узлом дорог и сильным опорным пунктом обороны немцев[8]
- За овладение городом Оломоуц[9]

## Герои Советского Союза
- Балясников Алексей Иванович, гвардии капитан, командир эскадрильи 181-го гвардейского истребительного полка 15-й гвардейской истребительной авиационной дивизии 10-го истребительного авиационного корпуса 8-й воздушной армии 23 февраля 1945 года удостоен звания Героя Советского Союза. Золотая Звезда № 7315
- Голячков Леонид Дмитриевич, гвардии майор, штурман 181-го гвардейского истребительного полка 15-й гвардейской истребительной авиационной дивизии 10-го истребительного авиационного корпуса 8-й воздушной армии 15 мая 1946 года удостоен звания Героя Советского Союза. Золотая Звезда № 9058

## Базирование
| Период            | Место базирования       |
| ----------------- | ----------------------- |
| 05.1945 — 07.1945 | Обер Глогау, Германия   |
| 07.1945 — 06.1949 | Городок, Львовская обл. |
| 06.1949 — 10.1950 | Орёл                    |
| 10.1950 — 03.1952 | Пекин, КНР              |
| 03.1952 — 04.1960 | Орёл                    |